# Tony Straiges
Tony Straiges (1942) è uno scenografo statunitense.

## Biografia
Tony Straiges è cresciuto a Minersville, figlio di un minatore. Scenografo di diciassette opere teatrali e musical a Broadway, fece il suo debutto newyorchese curando la scenografia del musical Timbuktu! nel 1978. Tra le altre scenografie progettate per i teatri di Broadway si ricordano quelle di Riccardo III (1979), Harold and Maude (1980), Sunday in the Park with George (1980), Lungo viaggio verso la notte (1986), Into the Woods (1987) ed Enchanted April (2003). Per il suo lavoro in Sunday in the Park with George e Into the Woods ha ricevuto due candidature al Tony Award alle migliori scenografie, vincendone uno del 1984 per il primo dei due musical. Ha inoltre curato le scenografie per numerosi balletti dell'American Ballet Theatre e il Joffrey Ballet.